# نقص التأكسج الدماغي
نقص التأكسج الدماغي (بالإنجليزية: Cerebral hypoxia)، شكلٌ من أشكال نقص التأكسج (النقص في تجهيز أنسجة الجسم بالأكسجين)، تحديدًا في الدماغ. عندما يكون الدماغ محرومًا تمامًا من الأكسجين، يُطلق على الحالة مسمى انعدام الأكسجين الدماغي. هناك أربع فئات من نقص التأكسج الدماغي، وهي، حسب شدة: نقص التأكسج الدماغي المنتشر، نقص تروية الدماغ البؤري، احتشاء الدماغ، ونقص تروية الدماغ الشامل. يحفز نقص الأكسجين لفترات طويلة موت الخلايا العصبية عن طريق موت الخلايا المبرمج، مما يؤدي إلى إصابة الدماغ بسبب نقص الأكسجين.
وتُسمى حالات الحرمان الكلي من الأكسجين باسم «انعدام الأكسجين» (بالإنجليزية: Anoxia) والذي يمكن أن يكون في الأصل بسبب نقص التأكسج (انخفاض توفر الأكسجين) أو بسبب نقص وصول الدم (انعدام الأكسجين بسبب اضطرابٍ في تدفق الدم). إصابات الدماغ الناتجة عن الحرمان من الأكسجين إما بسبب نقص الأكسجين أو انعدامه تُسمّى بشكل عام إصابات نقص/انعدام الأكسجين (HAI). اعتلال الدماغ بنقص التأكسج الناتج عن ضعف وصول الدم (HIE) هو حالة تحدث عندما يكون الدماغ بأكمله محرومًا من الكمية الكافية من الأوكسجين، لكن الحرمان ليس كاملاً. بينما تتمثل معظم حالات اعتلال الدماغ بنقص التأكسج الناتج عن ضعف وصول الدم في بالحرمان من الأكسجين في الوليد بسبب الاختناق الوليدي، فإنه يمكن أن يحدث في جميع الفئات العمرية، وغالبًا ما يكون من مضاعفات السكتة القلبية.

## العلامات والأعراض
يتطلب المخ حوالي 3.3 مل من الأكسجين لكل 100 غرام من نسيج المخ في الدقيقة. في البداية يستجيب الجسم لخفض الأكسجين في الدم عن طريق إعادة توجيه الدم إلى المخ وزيادة تدفق الدم في المخ. قد يزيد تدفق الدم بما يصل إلى ضعف التدفق الطبيعي ولكن ليس أكثر. إذا كان تدفق الدم الزائد كافيًا لتوفير احتياجات الأوكسجين في المخ، فلن تنتج عن النقص أي أعراض.
ومع ذلك، إذا كان من غير الممكن زيادة تدفق الدم أو إذا كانت مضاعفة تدفق الدم لا تحل المشكلة، فستظهر أعراض نقص التأكسج الدماغي. تتضمن الأعراض الخفيفة صعوبات في أداء نشاطات التعلم المعقدة ومشاكل في الذاكرة قصيرة المدى. إذا استمر الحرمان من الأكسجين، ستظهر اضطرابات معرفية، وانخفاض التحكم الحركي. قد يظهر الجلد مزرقًا (زرقة) ويزيد معدل ضربات القلب. يؤدي استمرار الحرمان من الأكسجين إلى الإغماء، وفقدان وعيٍ طويل الأمد، والغيبوبة، والنوبات، وتوقف ردود فعل جذع المخ، وموت الدماغ.
القياسات الموضوعية لشدة نقص التأكسج الدماغي تعتمد على السبب. يمكن استخدام تشبع الأكسجين في حالة نقص التأكسج بنقص الأكسجين (hypoxic hypoxia)، ولكن لا فائدة له بشكل عام في الأشكال الأخرى من نقص التأكسج. في نقص التأكسج بنقص الأكسجين 95-100٪ يعتبر تشبعًا طبيعيًا. 91-94٪ يُعتَبَر نقصًا خفيفًا و86-90٪ نقصًا متوسطًا. أي مستوىً أقل من 86٪ يعتبر نقصًا شديدًا.
يشير نقص التأكسج الدماغي إلى مستويات الأكسجين في أنسجة المخ، وليس الدم. عادة ما يكون مستوى الأكسجين في الدم طبيعيًا في حالات نقص التأكسج الدماغي الناتج عن انخفاض كمية الدم ونقص وصوله إلى نسيج الدماغ ونقص التأكسج الدماغي الناتج عن عدم قدرة الخلايا على استخدام الأكسجين رغم وفرته. حتى قياسات الدم في نقص التأكسج بنقص الأكسجين هي مجرد دليل تقريبي. يعتمد مستوى الأكسجين في أنسجة المخ على كيفية تعامل الجسم مع محتوى الأكسجين المنخفض في الدم.

## الأسباب
يمكن أن يحدث نقص التأكسج الدماغي بسبب أي حدث يتداخل بشدة مع قدرة الدماغ على تلقي أو معالجة الأكسجين. قد يكون هذا المسبب داخليًا أو خارجيًا بالنسبة للجسم. الأشكال الخفيفة والمتوسطة من نقص التأكسج الدماغي قد تكون ناجمة عن أمراض مختلفة تتداخل مع التنفس وأوكسجين الدم. يمكن أن يسبب الربو الحاد وأنواع مختلفة من فقر الدم درجة ما من نقص التأكسج الدماغي المنتشر. تشمل الأسباب الأخرى حالة الصرع، العمل في البيئات الغنية بالنيتروجين، الصعود من الغوص في المياه العميقة، الطيران على ارتفاعات عالية في مقصورة غير مضغوطة بدون أكسجين إضافي، وممارسة التمرينات على ارتفاعات عالية قبل التأقلم.
يحدث نقص الأكسجة الدماغي الحاد وانعدامها عادةً بسبب الأحداث الرضّية مثل الاختناق، والغرق، والخنق، واستنشاق الدخان، وتناول جرعات زائدة من الأدوية، سحق القصبة الهوائية، والربو الشديد الحاد، والرضّة.